# Белл (округ, Кентукки)
Белл (англ. Bell County) — округ в штате Кентукки, США. Официально образован в 1867 году. По состоянию на 2010 год, численность населения составляла 28 691 человек.

## География
По данным Бюро переписи США, общая площадь округа равняется 934,991 км2, из которых 929,811 км2 суша и 5,439 км2 или 0,600 % это водоёмы.

## Население
По данным переписи населения 2000 года в округе проживает 30 060 жителей в составе 12 004 домашних хозяйств и 8 522 семей. Плотность населения составляет 32,00 человека на км2. На территории округа насчитывается 13 341 жилых строений, при плотности застройки около 14,00-ти строений на км2. Расовый состав населения: белые — 96,02 %, афроамериканцы — 2,40 %, коренные американцы (индейцы) — 0,25 %, азиаты — 0,35 %, гавайцы — 0,03 %, представители других рас — 0,12 %, представители двух или более рас — 0,83 %. Испаноязычные составляли 0,65 % населения независимо от расы.
В составе 31,90 % из общего числа домашних хозяйств проживают дети в возрасте до 18 лет, 51,00 % домашних хозяйств представляют собой супружеские пары проживающие вместе, 15,70 % домашних хозяйств представляют собой одиноких женщин без супруга, 29,00 % домашних хозяйств не имеют отношения к семьям, 26,80 % домашних хозяйств состоят из одного человека, 11,40 % домашних хозяйств состоят из престарелых (65 лет и старше), проживающих в одиночестве. Средний размер домашнего хозяйства составляет 2,44 человека, и средний размер семьи 2,95 человека.
Возрастной состав округа: 24,40 % моложе 18 лет, 9,00 % от 18 до 24, 28,70 % от 25 до 44, 24,20 % от 45 до 64 и 24,20 % от 65 и старше. Средний возраст жителя округа 37 лет. На каждые 100 женщин приходится 91,60 мужчин. На каждые 100 женщин старше 18 лет приходится 88,00 мужчин.
Средний доход на домохозяйство в округе составлял 19 057 USD, на семью — 23 818 USD. Среднестатистический заработок мужчины был 24 521 USD против 19 975 USD для женщины. Доход на душу населения составлял 11 526 USD. Около 26,70 % семей и 31,10 % общего населения находились ниже черты бедности, в том числе — 42,00 % молодёжи (тех, кому ещё не исполнилось 18 лет) и 21,80 % тех, кому было уже больше 65 лет.